# Digi Life
Digi Life este un post de televiziune care emite documentare și emisiuni lifestyle, înființat pe 1 octombrie 2012, împreună cu încă un canal documentar, Digi World.

## Documentare
- Ascunși de ochii lumii
- Amintiri despre mama
- Adevărul despre vaccinul antigripal
- Arhitecții iluziilor
- Arta de a trăi
- Bunătăți de primăvară
- Bunătăți din grădină, o vară fără carne
- Bunicul revine în forță
- Bunătăți de zi cu zi
- Buffet și Gates se întorc la școală
- Bani electronici
- Bun venit în Mayfair!
- Capricii de miliardar
- Case australiene de vis
- Cine are dreptate?
- Departe de cotidian
- Eroii bucătăriei britanice
- Elixir pentru trup și suflet
- Eu sau câinele?
- Haine, sânge și sudoare
- Giorgio Armani, un om de colecție
- Gătind în tăcere
- Generația salariului minim
- Genii ale designului
- Gareth Malone, un profesor neobișnuit
- Feng Shui, un stil de viață
- Fii deștept!
- Frăție în subteran
- Handmade
- În vizită, cu Phil Spencer
- 10 reguli pentru sănătate
- Ironiile vieții
- Incurabilii
- Inventiv și îndemânatic
- Mașini cu stil
- Leacul
- Peste umplut și baba Ghanoush
- Pe Harley Street
- Secretele bucătăriei nordice
- Secretele vindecării
- Școala de campioni
- Salvatorii alimentelor
- Stăpâni grași, patrupede grase
- Viața la țară, secretele unei ferme ecologice
- Viață de aristocrat
- Noua medicină
- Vin doctorii străini!
- Tineri britanici la internet
- Tiroi, viața în munți
- Wago - The Longest Siege

## Emisiuni
- Domnișoarele din Rochefort
- Filler Colecționarii
- Filler Digipedia
- Filler Ținutul Buzăului
- Filler Cum să prinzi la 100?
- Vocile operei
- Jurnalul de Științe